# Schroederichthys bivius
Schroederichthys bivius es una especie de peces de la familia Scyliorhinidae en el orden de los Carcharhiniformes.

## Morfología
• Los machos pueden llegar a alcanzar los 70 centímetros de longitud total. Su apariencia es similar a la de Schroederichthys chilensis, pero presentan diferencias en su patrón de coloración, aletillas o flaps nasales y en la forma de su boca.
- Presenta dimorfismo sexual.[1][2]

## Reproducción
Es ovíparo.

## Hábitat
Es un pez de mar y de clima tropical que vive entre 14-78 m de profundidad

## Distribución geográfica
Se encuentra desde el Chile central hasta el Estrecho de Magallanes y la Argentina.